# Шортевиц
Шортевиц (нем. Schortewitz) — коммуна в Германии, в земле Саксония-Анхальт.
Входит в состав района Кётен. Подчиняется управлению Зюдлихес Анхальт. Население составляет 696 человек (на 31 декабря 2006 года). Занимает площадь 6,52 км². Официальный код — 15 1 59 040.
Коммуна подразделяется на 2 сельских округа.